# 四ツ谷用水

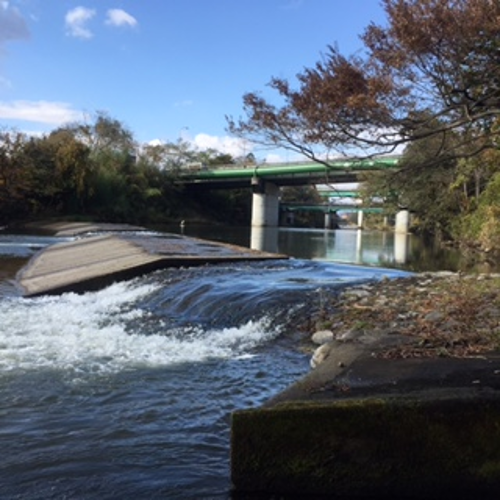
四ッ谷用水

四ツ谷用水（よつやようすい）は、宮城県仙台市に存在する用水路である。
四ツ谷堰ともいう。

## 解説
江戸時代に開削されたもので、本流と支流が仙台城の城下町をくまなく流れ、生活用水や灌漑用水、排水に用いられた。近代以降、支流は暗渠化されたり埋められたりして次第にその姿を消し、現在は暗渠化された本流が工業用水道として使用されている。

## 流路
四ツ谷用水の本流は郷六地区において広瀬川から取水され、潜穴を経て八幡町、北六番丁を東流する。本流は元々、宮町で梅田川に注いでいたが、現在、工業用水道としての水路はさらに東側へと続いている。江戸時代には本流の流路は城下町の北部に当たり、そこから支流が分岐して城下町をくまなく流れた。四ツ谷用水が詳しく記入されている1692年（元禄5年）の「御城下町割絵図」、1724年（享保9年）の絵図をはじめ、1844年（天保15年）の「御街道並木道筋図」、1875年（明治8年）の宮城郡仙台町地引図などをもとにすると、「北三番丁掘下流部」を除いた用水の総延長は八幡町5丁目より下流部が約41キロメートル、これより上流の導入部が約3.2キロメートルで、合計約44キロメートルとなる。
広瀬川からの取水部の標高は約65メートル、梅田川への放流部の標高は約40メートルで、両者には約25メートルの高低差がある。この間の本流の延長は約7.2キロメートルである。全体を平均して見た場合、約3.5パーミルの勾配によって本流が流れるようになっていた。
『宮城町誌』によれば、四ツ谷堰の取水口に当たる地にはもともと4軒の民家があり、これから生じた四家の地名が四谷（四ツ谷）に転じ、堰の名前になったのだろうと推測している。一方、佐藤昭典『利水・水運の都 - 仙台』は『宮城町誌』の説を紹介しつつも、針金沢、聖沢、鶏沢、へくり沢の四つの谷を木樋の水道橋で越えて水路が建設されたことが四ツ谷堰の名前の由来であろうと推論を述べている。
また、城下町の南東を流れる「孫兵衛堀」という水路があった。これの水源は四ツ谷用水とは異なるものであるが、四ツ谷用水の末流が流れ込んでいたことから、孫兵衛堀が四ツ谷用水の一部と見られることもある。

## 歴史
四ツ谷用水の普請の記録が見られる文献史料として『後知行被下置御帳』（『仙台藩家臣録』）がある。これによれば、四ツ谷堰は四ツ谷堰普請奉行だった宇津志惣兵衛が1627年（寛永4年）から1629年（寛永6年）にかけて完成させたものであるという。絵図に四ツ谷用水が現れるのは1664年（寛文4年）の「仙台城下絵図」が初出である。1691年または1692年（元禄4年）の「仙台城下五釐卦絵図」には、城下にくまなく流れる支流が描かれている。このことから四ツ谷用水は元禄の頃までにほぼ完成したのだろうと推測されている。宇津志惣兵衛の他には、川村重吉（孫兵衛）やその養子である川村元吉がこの水路の建設に関わったと考えられている。郷六の取水部は、洪水時に流失したことがあり、当初の位置より800メートルほど上流に移った経緯がある。これによって水路の潜穴が1箇所増えて計4箇所になった。
四ツ谷用水は、城下町の生活用水や防火用水として用いられた。ただし、飲料水とはならず、洗い水などに利用されていたのだろうと考えられている。また、後の昭和30年代に行われた水路のコンクリート化で井戸が枯れたことから、かつて四ツ谷用水は地下水を涵養し、井戸の水位を押し上げていたと考えられている。同時に四ツ谷用水は排水路でもあった。生活排水もそうだが、当時の城下町周囲の湿地では水が湧き出ていて、この湧水の排水も水路の目的だったと考えられている。そして、この水は四ツ谷用水の下流域で灌漑用水として利用された。四ツ谷用水の水量は豊富で、城下町の北部で桜川と呼ばれたり、下流側の小田原村で平渡戸川と呼ばれたりして、天然の河川と誤解されることもあったらしい。また、生活排水が流された下流域の榴岡では四ツ谷用水は悪水堀とも呼ばれたが、生活排水によって富栄養化した水は農作物の生育に役立った。
四ツ谷用水が流れた、大町一二丁目、大町三四五丁目、新伝馬町、国分町、肴町、立町、二日町、本材木町、北材木町、柳町、南町、北目町、北鍛冶町、南鍛冶町、田町、穀町、上染師町、南材木町は水下十八町と呼ばれた。これらは藩の役人の下で用水管理の責務を負わされ、用水路の掃除、清掃を行っていた。春と秋の合わせて2回、大掃除が行われ四ツ谷用水の汚泥が取り払われた。また、寒い時期に水路に氷が張った場合は、これを割らなくてはならなかった。年末には四ツ谷用水の上に正月の調度品を売る仮設の店舗が設置され、賑わったという。1822年（文政5年）四ツ谷用水に赤子の死骸が捨て流される事件があった。この頃は赤子養育仕法という法度があり、これが行き届いていないことによる出来事として仙台藩はこの事件を問題視した。
明治時代になると四ツ谷用水は不衛生な状態となった。この事は井戸水の水質に影響を与えた。1888年（明治21年）水質検査が行われた仙台区の井戸5507本のうち、飲用に適している水を湛えていたのは131本だった。仙台で上水道や下水道の整備が行われるのはこの頃からである。生活用水として使われなくなった四ツ谷用水は、側溝化あるいは暗渠化された。一方、灌漑用水としての利用は続いた。水不足の年だった1901年（明治34年）、原町の農民が四ツ谷用水を粘土張りで堰き止めたために、下流域の六郷、七郷の農民が原町の農民を襲う事件が起きた。太平洋戦争中には、四ツ谷用水は空襲時における防火用水として着目され、改修を受けた。
2016年に「杜の都仙台の水環境を支える近世より継承された貴重な土木遺産」として、土木学会選奨土木遺産に選ばれる。